# 6.º Comando Administrativo Aéreo
El 6° Comando Administrativo Aéreo (Luftgau-Kommando. 6) unidad militar de la Luftwaffe de la Alemania.

## Historia
Formada el 1 de abril de 1936 en Breslau (conocida inicialmente como Comando Administrativo Aéreo Breslau). El 12 de octubre de 1937 es renombrado VI Comando Administrativo Aéreo. El 4 de febrero de 1938 es renombrado VIII Comando Administrativo Aéreo.

## Comandantes
- Mayor general Heinrich Dankelmann – (? – 4 de febrero de 1938)

## Base
| 1 de abril de 1936 – 4 de febrero de 1938 | Breslau |

## Subordinado
| 1 de abril de 1936 – 12 de octubre de 1937   | III Comando del Distrito Aéreo |
| 12 de octubre de 1937 – 4 de febrero de 1938 | 3° Comando del Distrito Aéreo  |